# Descartes Gadelha
Descartes Marques Gadelha (Fortaleza, 18 de junho de 1943) é um pintor, desenhista, escultor e músico brasileiro.

## Biografia
Através de seus trabalhos, realizou importantes mostras individuais e coletivas, locais e fora do Ceará. Destaca-se a exposição “Cicatrizes Submersas”, com mais de uma centena de obras em vários suportes, retratando a saga do cearense Antônio Conselheiro no sertão de Canudos.
Algumas obras de Descartes Gadelha estão expostas no Museu de Arte da Universidade Federal do Ceará.
Ganhou muitos prêmios artísticos com sua linguagem expressionista, que revela traços da cultura, da religiosidade e dos problemas sociais do Ceará.

## Distinções
- Em 25 de novembro de 2015, foi agraciado com o título de Doutor Honoris Causa pela Universidade Federal do Ceará.[5]
- Em 2018 recebeu o Troféu Sereia de Ouro do Grupo Edson Queiroz, entregue pelo Sistema Verdes Mares.[6]